# 泮头乡
泮头乡原属湖南省嘉禾县下辖乡。2012年4月撤销，撤销时，泮头乡、袁家镇成建制合并设立袁家镇；以原泮头乡、袁家镇的行政区域为新设袁家镇的行政区域。泮头乡撤销前下辖泮头社区、铁炉下社区、筹下村、小街田村、麻冲村、渣林村、水尾村、禾汾村、泮头村、草塘村、跃进村、乌塘村、双罗村共计11行政村和2社区。